# Алдейя-Нова-ду-Кабу
Алдейя-Нова-ду-Кабу (порт. Aldeia Nova do Cabo; МФА: [aɫ.ˈdɐj.ɐ ˈno.vɐ du ˈka.bu]) — парафія в Португалії, у муніципалітеті Фундан. Розташована в східній частині країни, на теренах історичної португальської провінції Бейра. Входить до складу округу Каштелу-Бранку. За адміністративним поділом, чинним до 1976 року, терени парафії були складовою провінції Нижня Бейра. Належить до Порталегрівсько-Каштелу-Бранківської діоцезії Католицької церкви. Патрон — Діва Марія. Площа — 9,6049 км². Населення — 600 ос. (2011). Слабо урбанізований регіон. Густота населення — 62,47 осіб/км²
. Код — 050405.

## Населення
| Кількість мешканців | Кількість мешканців | Кількість мешканців | Кількість мешканців | Кількість мешканців | Кількість мешканців | Кількість мешканців | Кількість мешканців | Кількість мешканців | Кількість мешканців | Кількість мешканців | Кількість мешканців | Кількість мешканців | Кількість мешканців | Кількість мешканців |
| ------------------- | ------------------- | ------------------- | ------------------- | ------------------- | ------------------- | ------------------- | ------------------- | ------------------- | ------------------- | ------------------- | ------------------- | ------------------- | ------------------- | ------------------- |
| 1864                | 1878                | 1890                | 1900                | 1911                | 1920                | 1930                | 1940                | 1950                | 1960                | 1970                | 1981                | 1991                | 2001                | 2011                |
| 810                 | 1 026               | 892                 | 965                 | 1 065               | 1 052               | 1 044               | 1 067               | 1 104               | 1 128               | 796                 | 614                 | 815                 | 683                 | 600                 |